# Zonosaurus boettgeri
Espèce
Synonymes
- Zonosaurus longicaudatus Mocquard, 1900

Statut de conservation UICN

 VU B1ab(iii) : Vulnérable
Zonosaurus boettgeri est une espèce de sauriens de la famille des Gerrhosauridae.

## Répartition
Cette espèce est endémique du Nord de Madagascar.

## Description
Cette espèce est ovipare. Elle mesure jusqu'à 50 cm de longueur totale.

## Étymologie
Cette espèce est nommée en l'honneur d'Oskar Boettger.

## Publication originale
- Steindachner, 1891 : Über einege neue und seltene Reptilien- und Amphibien-Arten. Sitzungsberichte der Kaiserlichen Akademie der Wissenschaften, Mathematisch-Naturwissenschaftliche Classe, vol. 100, p. 289-314 (texte intégral).